# 爪哇文化
這篇爪哇文化（英語：Javanese culture）談的是印尼爪哇族的文化。爪哇文化主要分佈在中爪哇省、日惹特區和東爪哇省。由於爪哇族曾有多次遷離爪哇島的紀錄，這種文化也可在世界其他地區看到，例如在蘇里南（該國人口中有15%具有爪哇族血統）、印尼群島中不同島嶼、南非、
馬來西亞、新加坡、荷蘭等地。隨著爪哇移民，各式爪哇文化，如甘美朗（民族音樂）、傳統舞蹈和哇揚皮影偶戲也被帶到世界各地。
爪哇族在爪哇島上往西部遷移，在沿海地區形成的文化，與西爪哇省和萬丹省的內陸巽他族文化有明顯的區別。爪哇族是印尼最大的族群，爪哇文化和爪哇族對於印尼的政治和文化產生巨大的影響，這種過程有時被稱為爪哇化。

## 文學

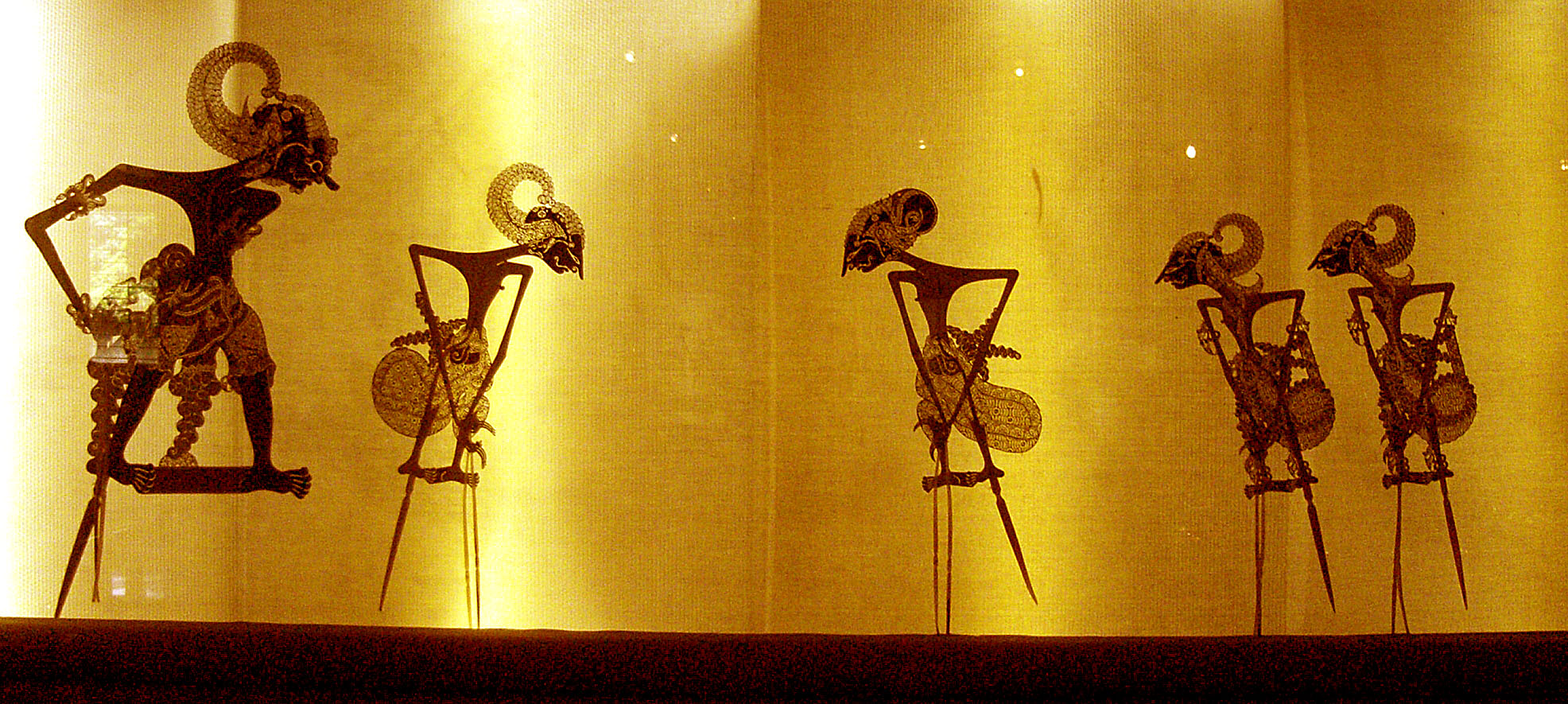
哇揚皮影偶戲把印度教梵文史詩《摩訶婆羅多》中，描述般度族5兄弟在俱盧之戰合作獲勝的故事。

爪哇文學是印尼存留最早和最古老的文學遺產。印度史詩《羅摩衍那》和《摩訶婆羅多》在9世紀至11世紀左右的馬打蘭王國和諫義里王國時期被翻譯成古爪哇文字版本。同樣以古爪哇語撰寫的詩集Smaradhana也是諫義里王國期間所創作，後來激發潘吉王子故事的出現，並傳播到暹羅和柬埔寨。其他文學作品包括基於國王之書而發產出的人物肯·阿羅克和肯·蒂德絲，情節中有孤兒篡奪王位，並迎娶古代爪哇族王國的女王。
在滿者伯夷王國期間，有幾部著名的作品產生，如普拉班扎撰寫的《爪哇史頌》描述王國在盛世的情況。而《Tantu Pagelaran》描述爪哇島的神話起源及當地火山性質。由唐魯拉撰寫的《卡卡溫·蘇塔索瑪》，（一首以古爪哇語撰寫的韻律詩，它是印尼國家座右銘《存異求同》概念的起源）。但字面的是意思是“雖成碎片，仍屬同源”。 這韻律詩教導人們要心存宗教寬容，特別是在信奉印度教和佛教的追隨者之間。 
其他作品包括《爪哇歷史彙集》（History of the land of Java），這是一部有關伊斯蘭教在爪哇傳播的作品，以及《印尼語：，迪帕那加拉編年史》講述在19世紀蒂博尼哥羅王子發動爪哇戰爭以對抗荷蘭殖民者，最後遭到流放的故事。

## 靈性

### 滿者伯夷王國
史上爪哇族所遵循的是印度教、佛教和科賈文信仰的綜攝信仰。滿者伯夷王國在其社會中具有的宗教寬容可以概括描述為：（“它們確實不同，但它們源自同一類，因為真理不具二元性”）。
從15世紀開始，伊斯蘭教和基督教傳入爪哇，開始逐步傳播。滿者伯夷王國在內外衝突的夾擊之下，在16世紀崩潰。伊斯蘭教在數位新的伊斯蘭蘇丹領導下迅速拓展。而基督教的傳播則受到荷蘭殖民者的監督。
當地人對新的宗教並非照單全收，而是根據爪哇傳統價值觀做解讀，創造出適合當地文化的獨特信仰模式。

### 伊斯蘭教
伊斯蘭教在滿者伯夷王國時期首度進入爪哇島，當時這個宗教的外來信仰者與位於現代亞齊特區的卑列拉蘇丹國和蘇木都剌國等國進行貿易或建立朝貢關係。伊斯蘭教的蘇菲派在14世紀引導爪哇族理解伊斯蘭教方面，曾發揮過重要作用，並影響當地人對來世和神靈，如鎮尼、曬衣陀乃和伊夫列特的理解。
新的穆斯林君主把薩拉菲伊斯蘭教引入爪哇島的過程並非全然和平，拒絕接受的爪哇貴族和農民或是遭到征服，或是逃到鄰近的巴厘島，而在當地建立起巴厘島印度教和文化。一些留下來的印度教信徒則撤退到更偏遠的地區，例如成為居住在今日布羅莫火山附近的騰格爾族，以避免被迫皈依。在爪哇島的伊斯蘭化過程中，瓦利松戈（九聖）中的蘇南·卡利扎伽積極提倡溫和形式的伊斯蘭教，他後來被任命為馬打蘭蘇丹國的顧問。
大多數爪哇人遵循的是遜尼派中沙斐儀派，而只有5-10% 的爪哇族遵循薩拉菲派。薩拉菲派跟隨者多數聚集在爪哇島北部臨爪哇海處，當地是伊斯蘭教首先傳入爪哇島的地方。

### 基督教
有少數爪哇族信奉基督教（新教和天主教），信徒集中在中爪哇省（天主教徒尤其集中在梭羅、馬吉冷和日惹市）。

### 印度教-佛教
有少數爪哇族信仰佛教和印度教，主要分佈在東爪哇省。騰格爾族至今仍信仰爪哇印度教。

### 科賈文信仰
這種信仰的原則在體現尋求內在自我，其核心是求得內心平靜、與宇宙聯繫以及只存在一個全能上帝。雖然嚴格來說科賈文信仰並非一種宗教，而是受爪哇傳統啟發的道德和精神的價值觀。它不像伊斯蘭教、猶太教或基督教，沒像聖經或古蘭經般的經典，也沒有先知。在独裁總統蘇哈托當政的時期，這個少數群組人被承認為信徒並受到保護。

## 儀式
許多傳統的爪哇習俗或慶典活動，如冥想、 社區宴飲、頭胎七月喜、patangpuluhdinanan（逝者第40個祭日）、nyatus（夫家過世百日祭）和nyewu（過世第一千祭日）都源於科賈文信仰。科賈文信仰者把伊斯蘭教、基督教或印度教的經文融入祈禱。而儀式的細節因社區不同而有差異。

### 聖紀節慶典

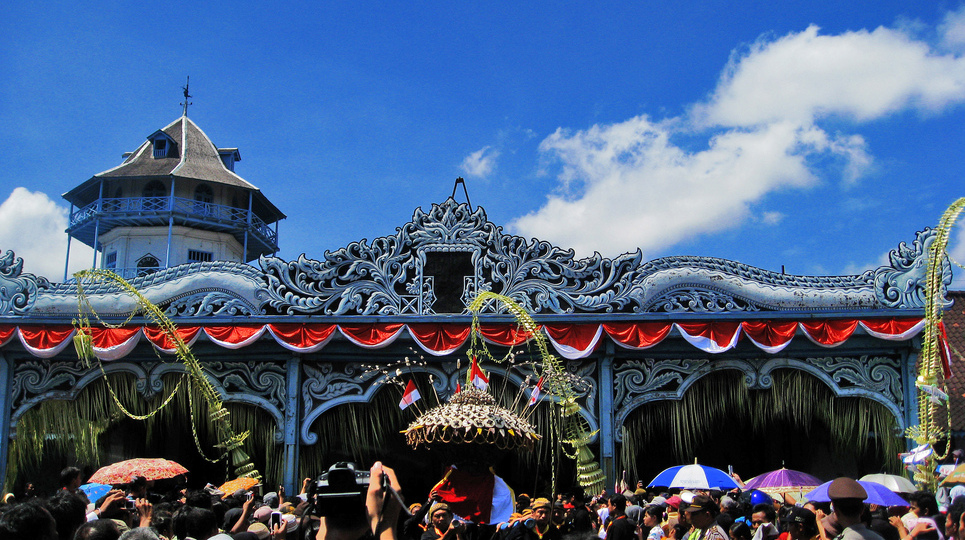
在梭羅的聖紀節慶典活動。

聖紀節慶典是由梭羅和日惹的蘇丹王家宮廷舉行的傳統儀式，以紀念伊斯蘭教先知穆罕默德的生日。這個儀式於15世紀首先由淡目蘇丹國開始舉辦。慶典過程包含先在大清真寺祈禱、接著有遊行和嘉年華會活動。

### 爪哇族婚禮
爪哇族的婚禮有多種變體，具體取決於這對新人習慣的習俗和社會地位。流行的變體包括梭羅式（Surkartan）、日惹式（Jogjakarta）、Paes Kesatrian式和Paes Ageng式。採用的儀式則有Siraman、Midodareni、Peningsetan、Ijab（穆斯林）或結婚聖禮（基督徒）。

### 頭胎七月喜
於婦女懷頭胎已達7個月時舉行。家人和密友受邀參加，準媽媽身上裹著七層爪哇蠟染衣物，表達胎兒成長良好和分娩順利的希望。儀式中有祈禱和供應傳統食物。

### Selapanan
Selapanan是嬰兒出生滿35天時所舉行的儀式。家庭成員和親密朋友都會受邀參加。孩子會剃頭及剪指甲。儀式中常見的活動有祈禱、誦經和社區宴飲（slametan）。活動結束後，來賓將被分贈蛋糕、糖果和雞蛋（象徵新生）。

### Tedhak Sithen
在嬰兒大約8個月大剛開始學走路時，舉行Tedhak Sithen慶祝。家族成員會受邀參加。

### 割禮
割禮對於男孩來說，是邁向成年的重要過程。通常在他們6至12歲時舉行。割禮完成後，通常會宰殺一隻山羊，舉辦slametan和哇揚皮影偶戲以為慶祝。
割禮是爪哇族和巴厘島人/騰格爾族有所不同的因素之一，後者主要信奉的是印度教。

### 兒童剃頭節

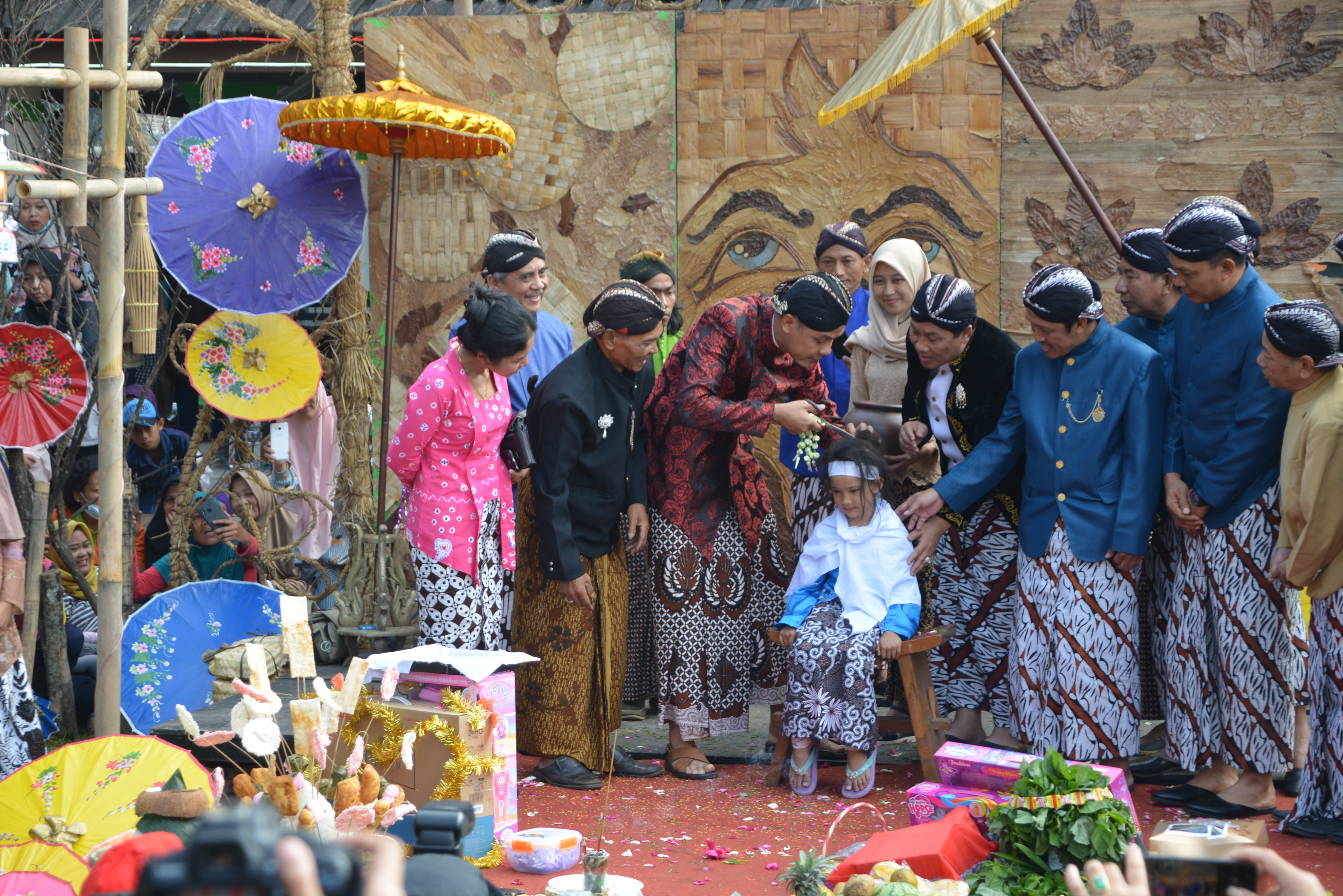
在狄昂火山群高原的兒童剃頭活動。

住在狄昂火山高原信奉印度教的社區會在特定的日期把兒童的長髮剃掉（兒童剃頭節）。當天會在寺廟舉行大型祭祀，然後有慶典活動，外地遊客通常會蜂擁前來參觀。

### Slametan
社區舉辦宴飲（Slametan），祈求豐年。席間通常會提供稱為團盆的米飯料理。

### Patangpuluhdinanan, Nyatus, Nyewu
分別是在人死後的第40天（Patangpuluhdinanan）、100天（Nyatus） 和1000天（Nyewu）的祭奠儀式。

### Nyekar
Nyekar是在齋戒月之前，家族會到親人的墳墓前，為他們的靈魂平安而祈禱的活動。

### Labuan
Labuan是科賈文信仰的儀式，信徒將裹屍布扔到海裡或是山中，以驅除厄運。

## 社會結構

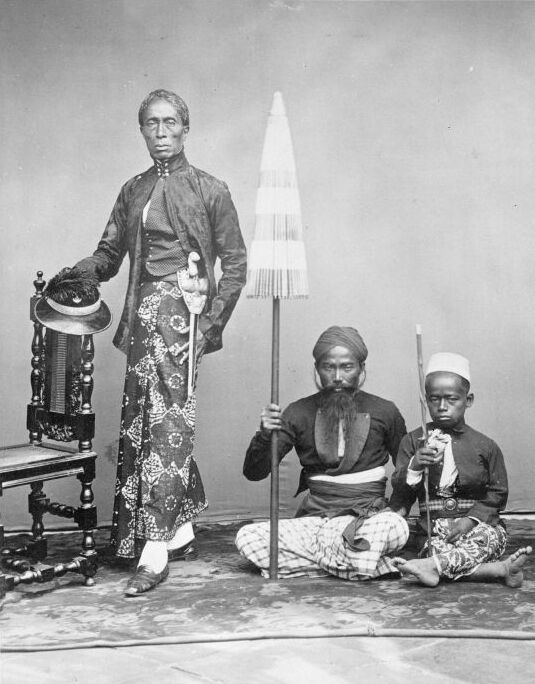
普利雅裔階級及僕從（約攝於公元1865年）。

美國人類學家克里弗德·紀爾茲在1960年代把爪哇社區分為3個印尼語：(流/分流）：伊斯蘭學校派（santri，即虔誠遵守經典者）、阿邦甘（保留當地信仰的爪哇伊斯蘭教徒，也稱為“名義上的”穆斯林）和普利雅裔階級（小吏及鄉紳的泛稱）。克里弗德·紀爾茲說，Santri遵循伊斯蘭教正統解釋，阿邦甘遵循的是包含伊斯蘭教的綜攝，把印度教和泛靈論的元素融入（後者通常稱為科賈文信仰（Kejawen）），而普利雅裔階級是上層階級。
但紀爾茲的觀點在今日經常遭到駁斥，原因是他把社會群體與信仰群體混為一談。這種分類法也難把原住民以外的，例如阿拉伯裔印尼人、印尼華人和印度裔印尼人歸類。
爪哇島北部沿海地區由於較為平等，社會分層沒那麼僵化。

### 蘇丹
日惹蘇丹國和梭羅蘇丹國的王家宮殿（參見爪哇王宮是爪哇文化和社交活動的中心。雖然其後裔不再是統治階級，但在社會上仍然備受敬重。在與蘇丹交談時，人們被期望採用稱為“科蘭謀·英吉”的敬語來進行，但今日使用印尼語也可接受。
並非所有爪哇族都曾受到日惹蘇丹國和梭羅蘇丹國統治過。

### 普利雅裔階級
這個階級曾屬統治階級，而至今日幾乎沒什麼作用。印尼有些執政人物是這類人的後裔。這些人已分散到印尼社會的各個領域。

### 村莊
“村莊”是爪哇的重要行政單位。它分為兩種類型：Desa通常存在農村地區，領導者透過選舉方式產生，而Kelurahan通常存在城市地區，領導者由印尼政府任命。村莊管理者的頭銜仍然採用傳統爪哇語稱呼，村長為lurah，由書記carik、社會事務官kamituwa、保安官Jagabaya和負責伊斯蘭宗教事務的modin（此稱呼源自阿拉伯語ad-Din伊瑪目）等襄助。
傳統上這些管理者並無現金報酬，而是獲得部分村莊公共土地（稱為tanah bengkok）耕種，作為補償。在現代印尼，鄉村村長由年滿17歲或已婚的村民透過普遍選舉方式直接投票產生。

### 家庭
爪哇族採行雙系繼嗣文化，
男性和女性後裔具有同等地位。沒像印度或中國，由男性繼承人採行家長式領導的傳統。爪哇族通常沒姓氏。婦女有高度自主權，在爪哇文化中也受到尊重。
在傳統的婚姻安排，由新郎的家人從一組潛在對象中挑選新娘。婚禮前，新郎家會給新娘家一筆嫁妝。而婚禮費用是由新娘家人負責。新郎的家人可提供經濟幫助，但並沒這樣做的義務。傳統上離婚不被允許，但丈夫可納妾或擁有情婦。但當今年輕的爪哇族通常不遵循這些舊習俗，今天大多數爪哇族婦女不會接受丈夫有外遇，發生時寧可選擇離婚。爪哇族對離婚一事已能接受。

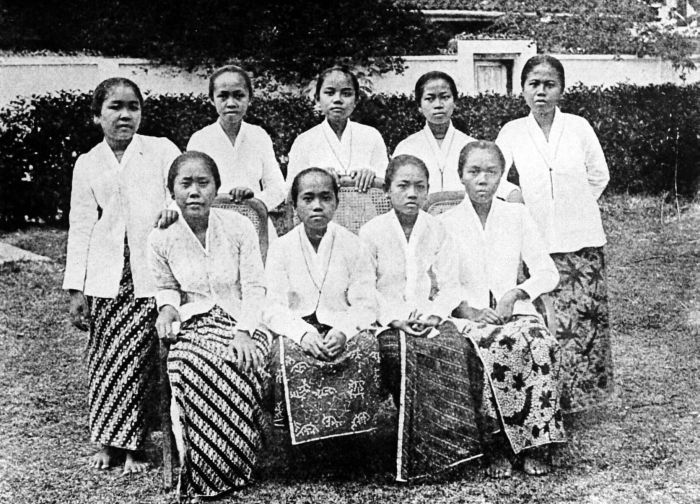
荷屬東印度時期在三寶壟，身著可巴雅服飾的爪哇族婦女的合照。
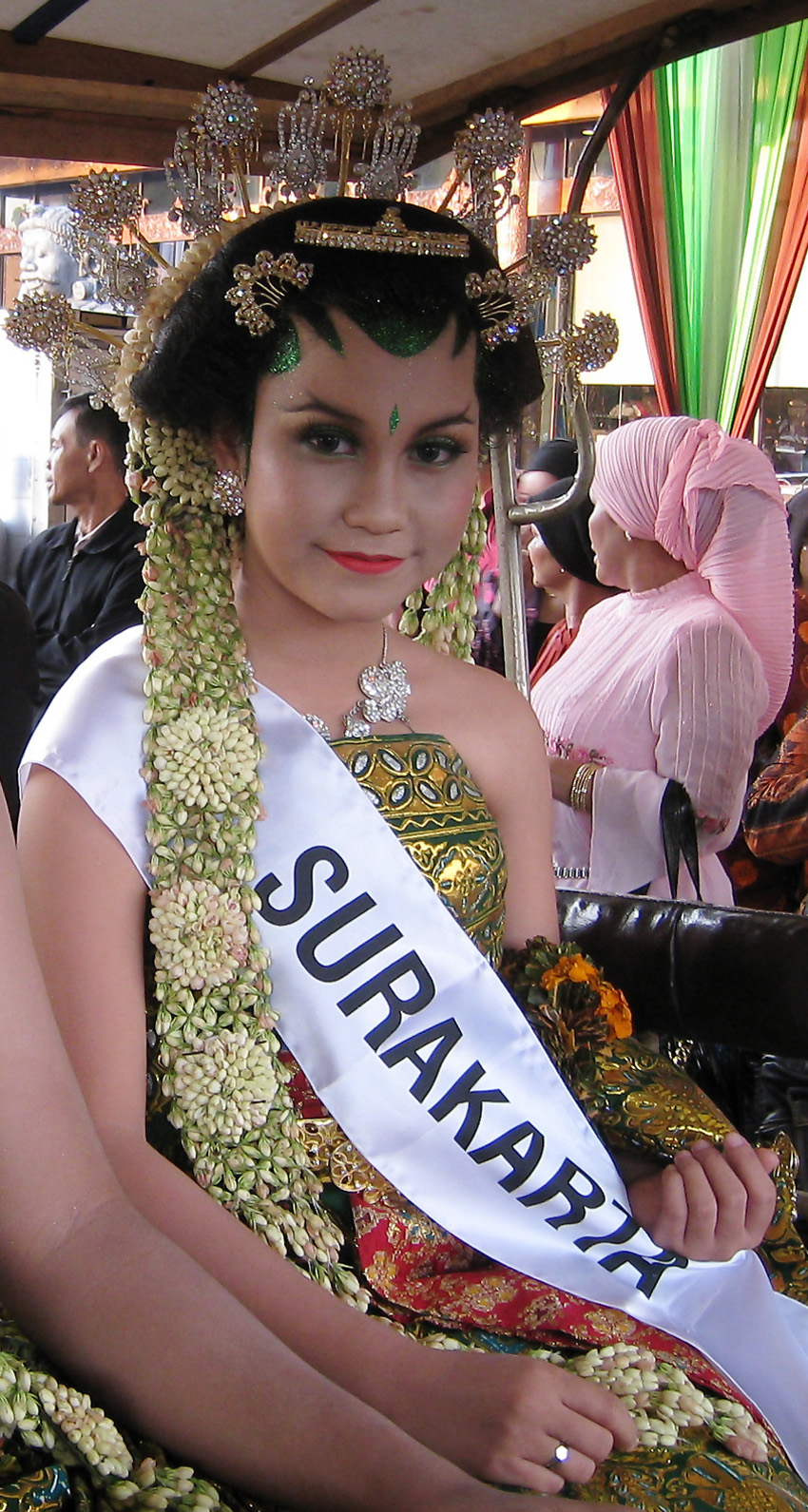
在梭羅的爪哇族，穿著及打扮均十分豪華美麗（稱為dhodot 或是Solo basahan[25]）的爪哇族新娘。
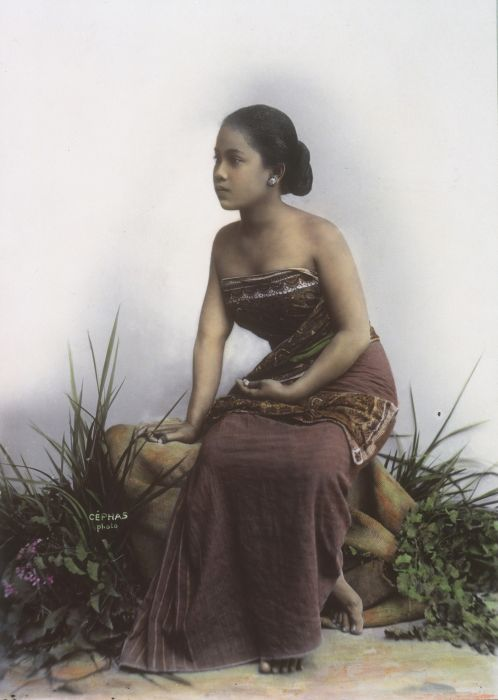
身著傳統服裝的爪哇族婦女。

## 語言

爪哇語字母

爪哇語是南島語系中的一支，與印尼的其他語言密切相關，但又有所區別。
這種語言中以包含大量的梵語用字（尤其是在文學作品中）而著稱。 
原因是印度教和佛教曾對爪哇島有過長期的影響。
大多數爪哇族都會雙語，能說流利的印尼語和爪哇語。當地約在1990年曾舉行過公開調查，結果是大約有12%的爪哇族使用印尼語，大約有18%的同時使用爪哇語和印度尼語，其餘的只使用爪哇語。
爪哇語通常是用婆羅米文字母演化而來的變體撰寫，當地稱這組字母為Hanacaraka 或是Carakan。印尼獨立之後，這種字母被一組拉丁字母所取代。
雖然爪哇語並非印尼的官方語言，但它在爪哇族佔多數的地區具有“區域語言”的地位。爪哇語可被視為一種“族群語言”，因為它是確定爪哇族身份的決定性特徵之一。 

## 職業

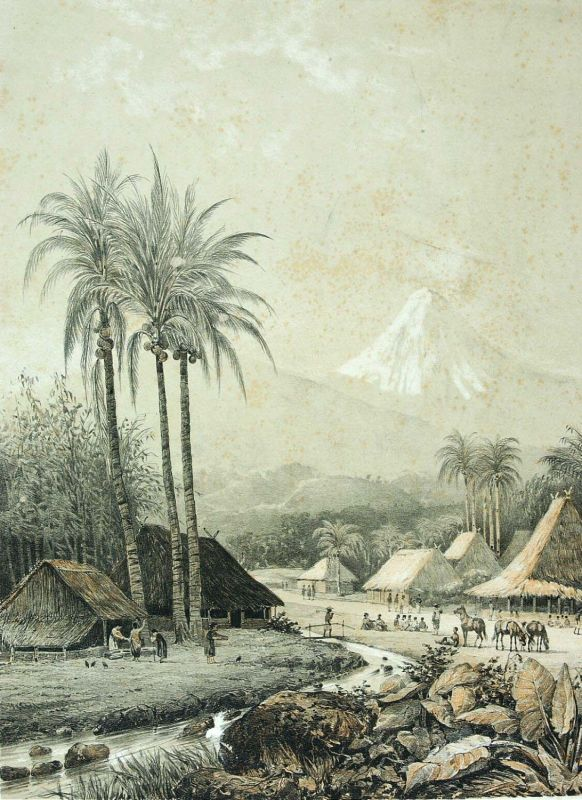
荷屬東印度時期的繪畫，位於東爪哇省塞梅魯火山山坡上農村一景。

在印尼的各行業中均有爪哇族從事，尤其是在政府機構和軍隊之中。

### 農業
傳統上大多數爪哇族均以務農為業。由於爪哇島擁有肥沃的火山灰土，更助長這種情況。當地最重要的農產品是稻米。 據估計爪哇島在1997年所生產的稻米佔全印尼的55%。
大多數農民的稻田規模甚小，大約42%的農民擁有的稻田面積不到0.5公頃。在土壤不夠肥沃，或是雨季短的地區，則種植其他主食作物，例如木薯。

### 鐵匠

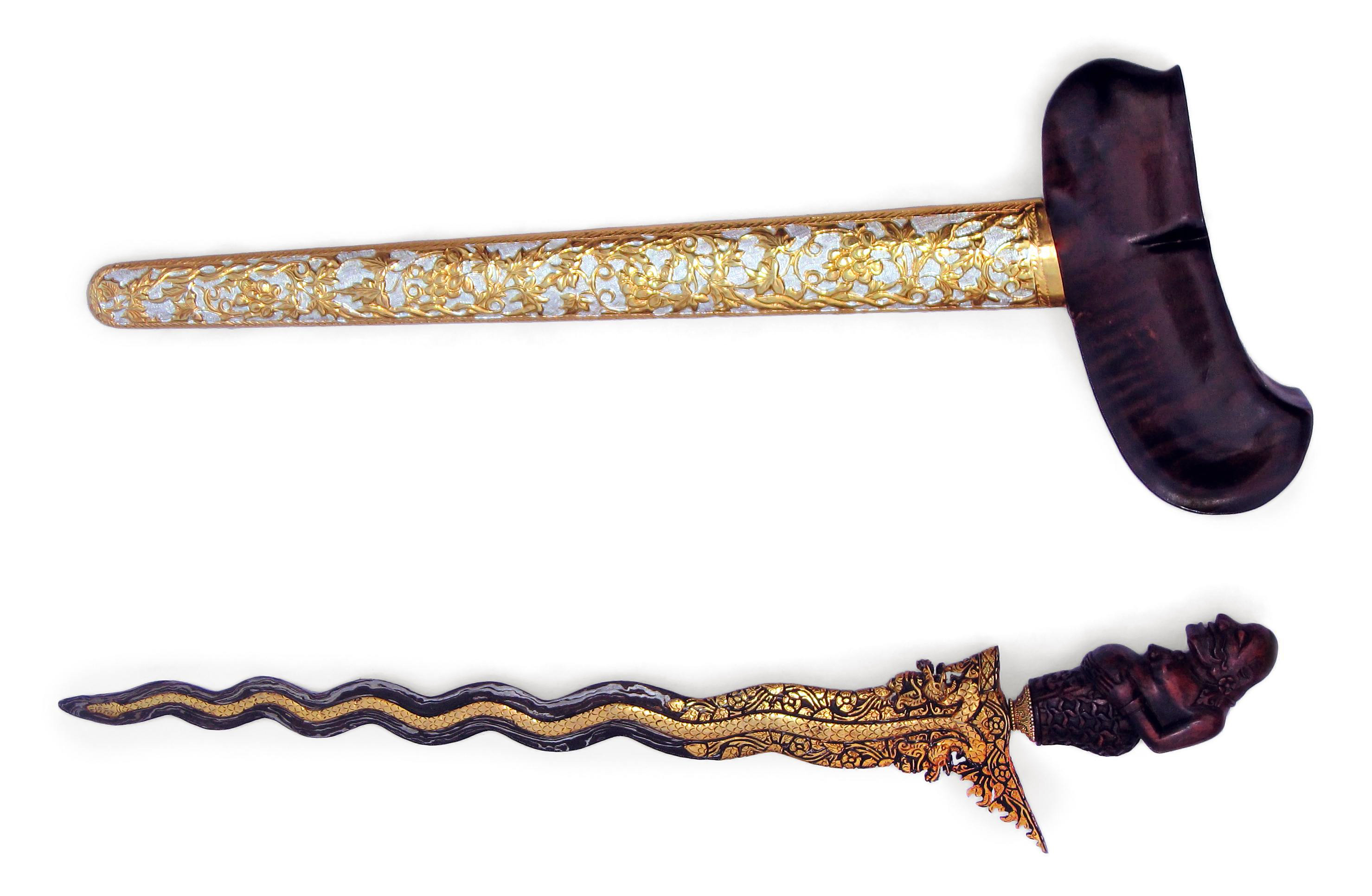
一柄裝飾用途的格里斯劍，刀柄為爪哇守護神塞馬爾，波浪形刀刃（bilah）有13道轉折（luk）。

傳統中的鐵匠在爪哇族中頗受重視。一些鐵匠在打造鐡器時會透過禁食，冥想等方式讓器物製作達到完美的程度。爪哇鐵匠打造的器物包含多樣，如農業工具和文化產品，如甘美朗樂器和格里斯劍。
滿者伯夷王國有使用火器和大砲來作戰的特點。滿者伯夷王國海軍普遍使用青銅造後膛裝載火藥的迴旋砲（當地稱為meriam），但是海盜和與滿者伯夷王國爭戰的王國也同樣使用。滿者伯夷王國覆亡後，熟練的砲匠師傅逃往文萊、蘇門答臘島、馬來半島和菲律賓，導致旋轉砲廣為流傳，特別是在望加錫海峽的商船都配備此種武器，以對抗層出不窮的海盜。
格里斯劍是種重要的器物，由大師所打造的會被當作傳家寶而受到珍藏。劍刃被打造成蛇形，具有多道轉折，是種為擴大對手傷害程度的設計。
而爪哇族的精細上蠟技巧，能做出繁複精美的蠟染布料。
在日惹的哥打格德，當地以精緻的銀製器皿和工藝品而聞名。

### 蠟染
為紡織品做蠟染是爪哇族女性的傳統消遣活動，但有些村莊會專門從事這種工作，如北加浪岸、考曼、中爪哇省三寶壟的甘榜區（Kampung ）和梭羅市拉維揚街。

### 木雕

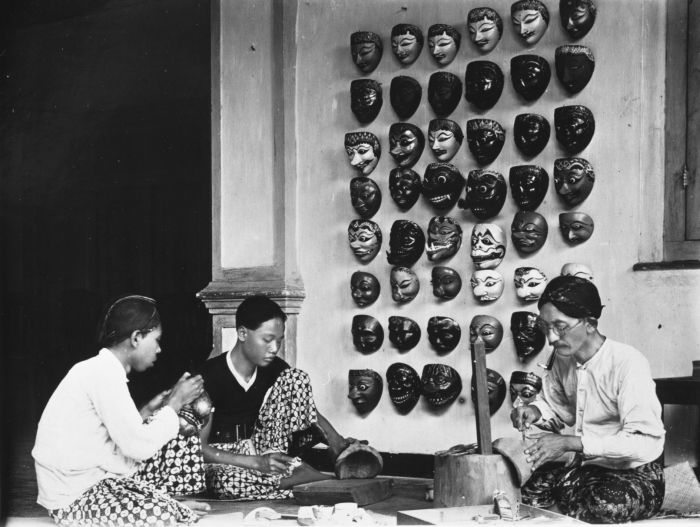
在荷屬東印度時期的傳統木雕爪哇面具製作。

傳統上的爪哇木雕藝術會應用到各種文化項目，例如雕像、哇揚皮影偶戲人物和面具製作。

## 曆法
爪哇族同時使用爪哇曆和其他兩種曆法 - 公曆和伊斯蘭曆。公曆是印尼的官方曆法，而伊斯蘭曆則同時被穆斯林和印尼政府用於宗教禮拜和決定相關的伊斯蘭教節日。目前爪哇曆主要是用於文化活動（如薩圖·蘇拉日（元旦））。爪哇曆為陰曆，紀元年是公元125年，現在的爪哇曆在1633年由馬打蘭蘇丹國統治者阿貢蘇丹採用，係根據伊斯蘭曆而制定。而之前的爪哇曆使用的是根據印度教曆所制定，為陽曆。
爪哇曆與許多曆法不同，使用一種稱為Pasaran週期，每週為5天的計算方式。在今天仍在使用，並與公曆和伊斯蘭曆的每週為7天的疊加，成為所謂的35天韋托南週期（Wetonan cycle）。

## 藝術
源自爪哇島的藝術項目在印尼群島中享有盛名。著名的哇揚皮影偶戲深受印度教和佛教的影響。這種偶戲的劇目、演出（lakon）大多取材自兩部印度史詩 - 羅摩衍那和摩訶婆羅多。這些史詩和故事對於哇揚皮影偶戲以及爪哇古典舞蹈有深厚的影響。但也可找到伊斯蘭教和西方世界的影響。爪哇蠟染和格里斯劍均起源於爪哇。

### 音樂

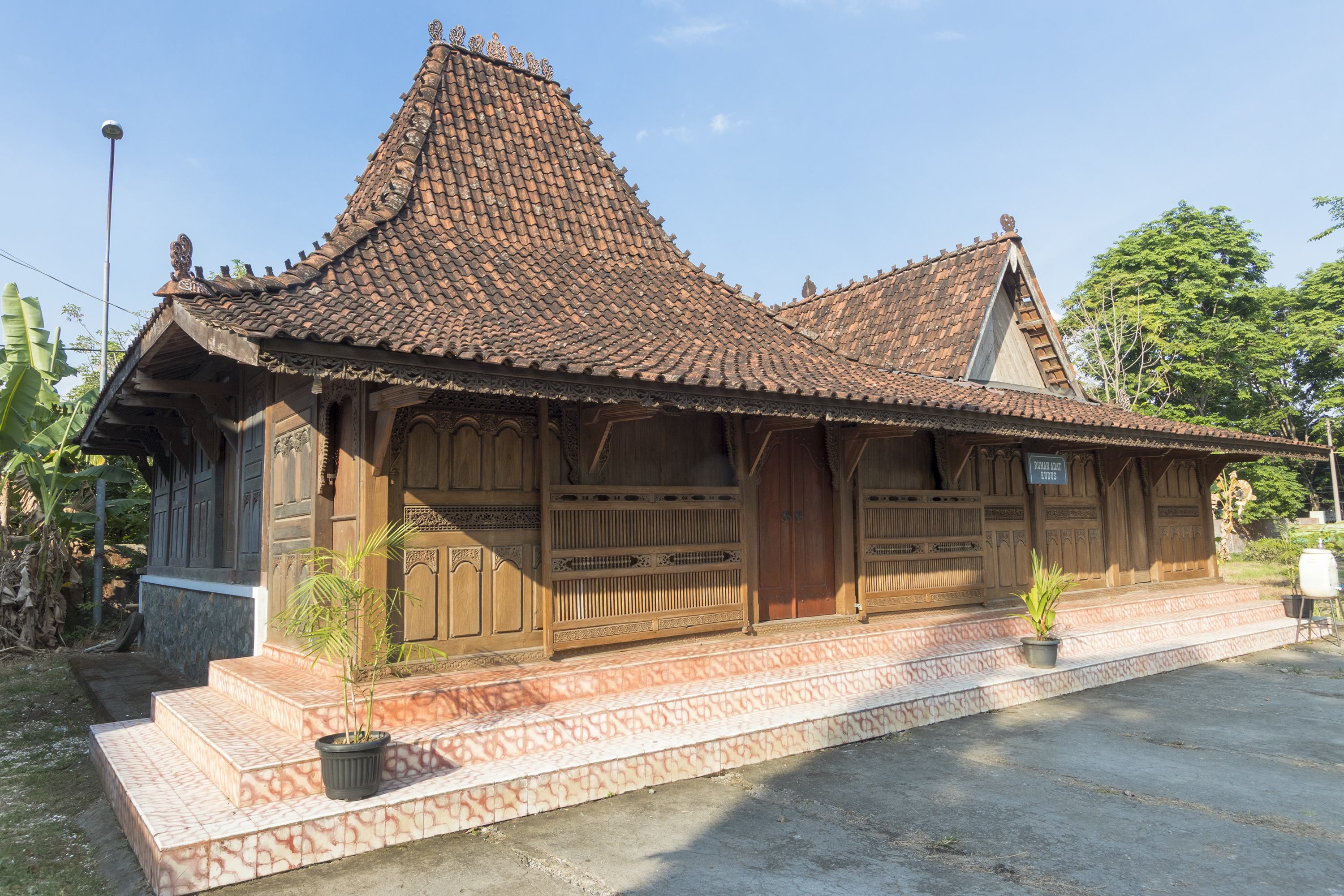
在中爪哇省庫都斯縣的傳統爪哇式民房。

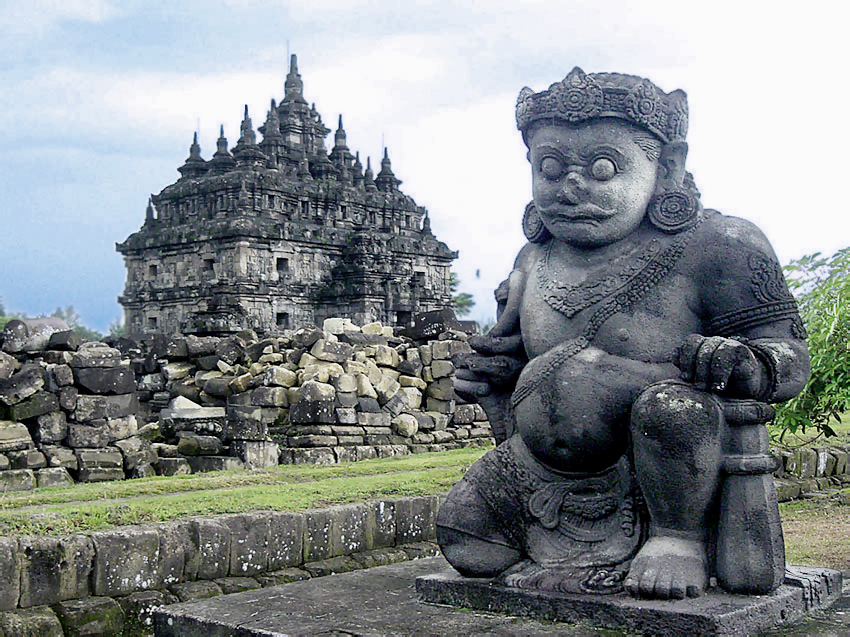
位於日惹附近普蘭巴南寺廟群中的普拉奧桑禪邸（約建於公元9世紀）。

在爪哇和巴厘島都有甘美朗音樂的合奏表演。這些音樂藝術在爪哇文化和傳統中都具有重要地位以及功能。

## 建築
在爪哇島悠久的歷史中，當地人曾建造過許多重要的建築，包括印度教紀念建築物、佛塔、祭殿、宮殿建築群和清真寺。
宗教古蹟中的典範有普蘭巴南印度教寺廟群和婆羅浮屠佛教寺廟群。這些都在9世紀時興建，現已被聯合國教育、科學及文化組織列為世界遺產。兩者都位於日惹市附近的默拉皮火山山坡上。
與此同時，在東爪哇省滿者伯夷王國（公元14至16世紀）前首都多烏蘭的廢墟中可看到當時的世俗建築。這個建築群佔地11公里x9公里。此建築群由各種磚砌建築組成，包含有20米到40米寬的運河、淨化池、寺廟和風格特殊的的剖開式大門（Candi bentar，或稱為split gate）。
這個建築群目前正被研究以申請成為世界遺產。

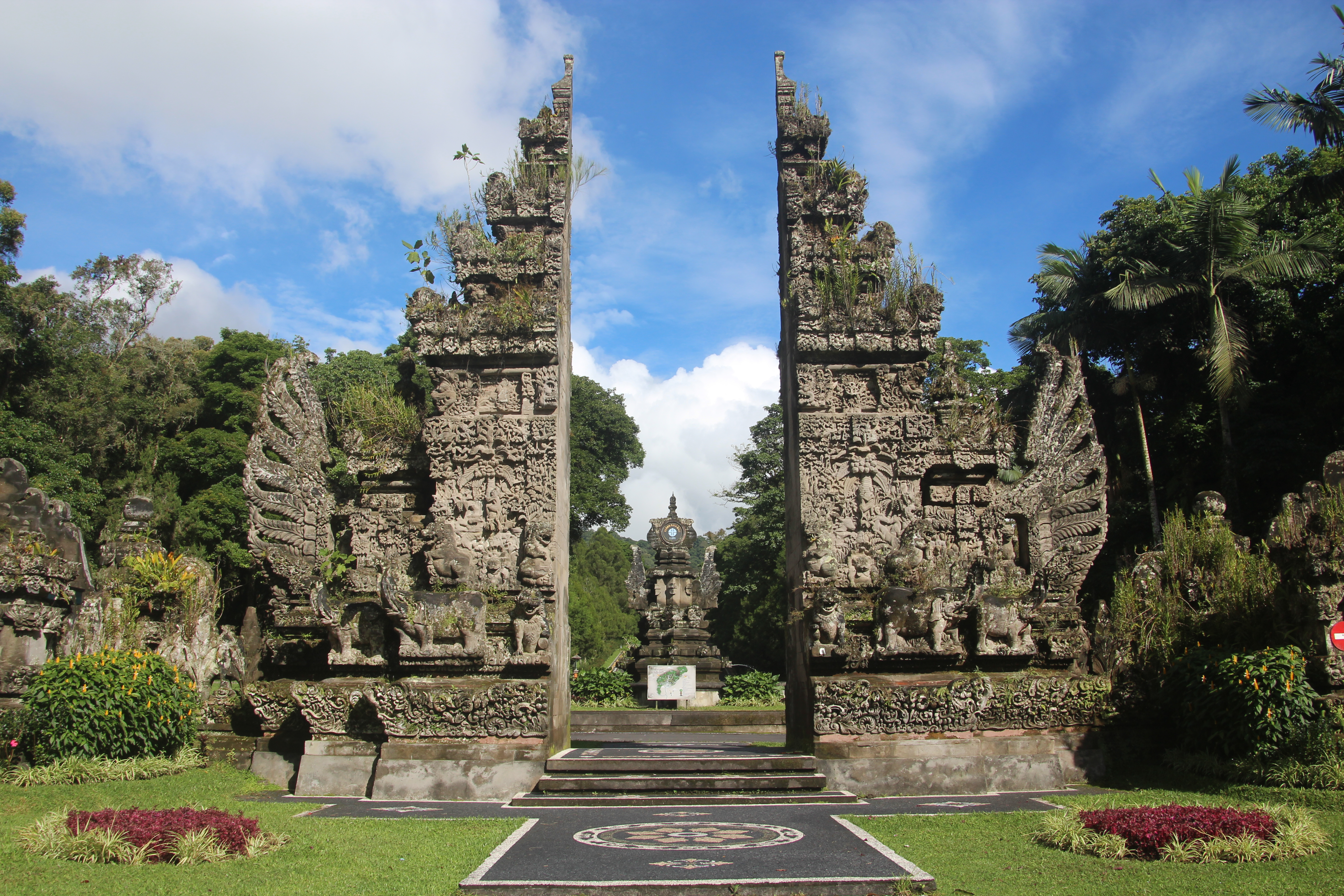
巴厘島植物園的剖開式大門
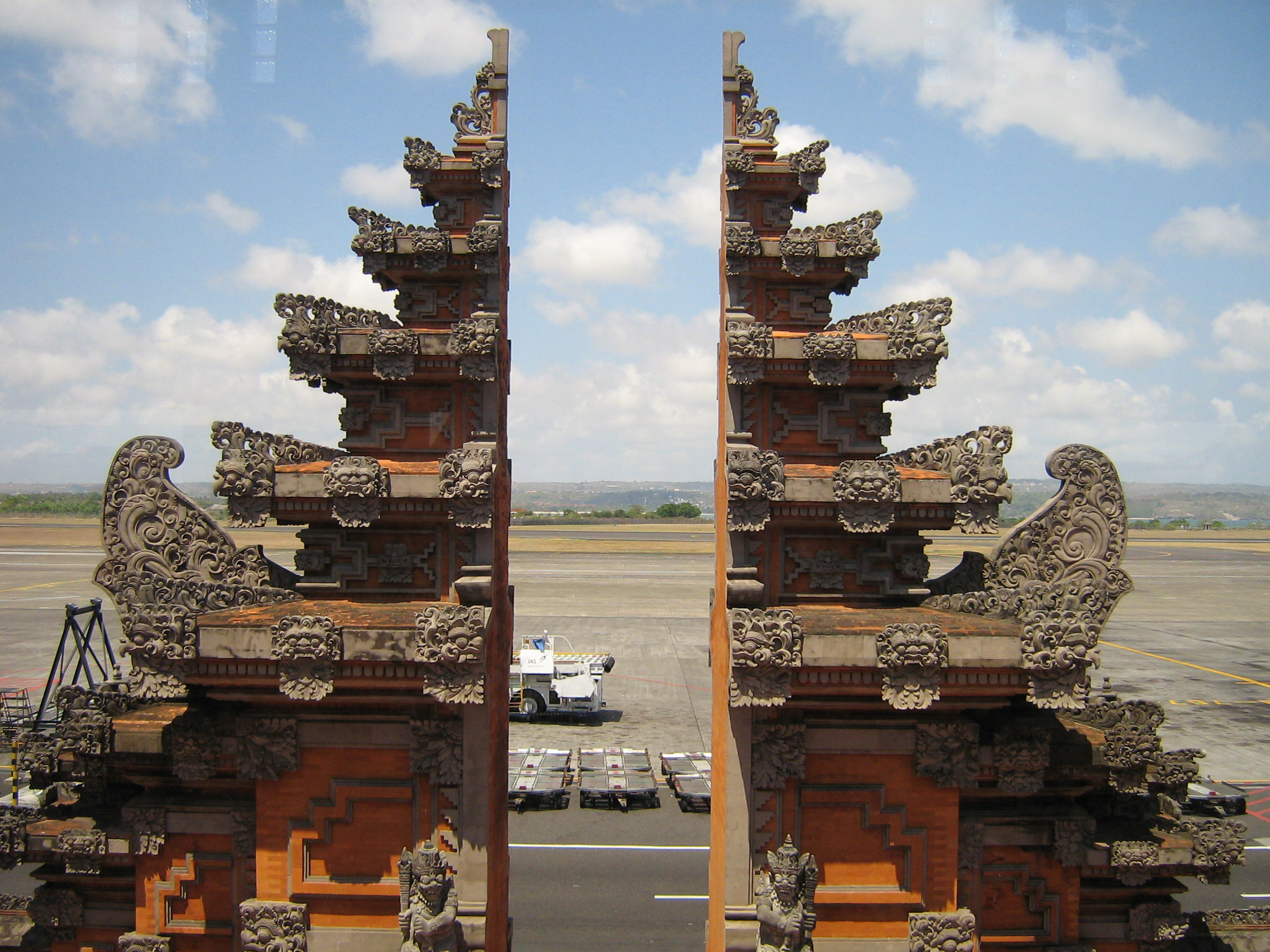
巴厘島伍拉·賴國際機場的剖開式大門

傳統爪哇建築的特色是有木柱支撐的階梯式屋頂。
爪哇傳統建築的另一種共同特徵是具有盤朵陂，一種開放式，由數根大柱子支撐的亭子。盤朵陂的柱子和其他部分均可加上豐富的雕刻。這種建築風格可在日惹蘇丹國（哈孟庫布沃諾王族和帕庫阿拉曼公國宮殿）和梭羅蘇丹國（蘇南統治者後裔和芒庫尼迦藍王族宮殿）見到。

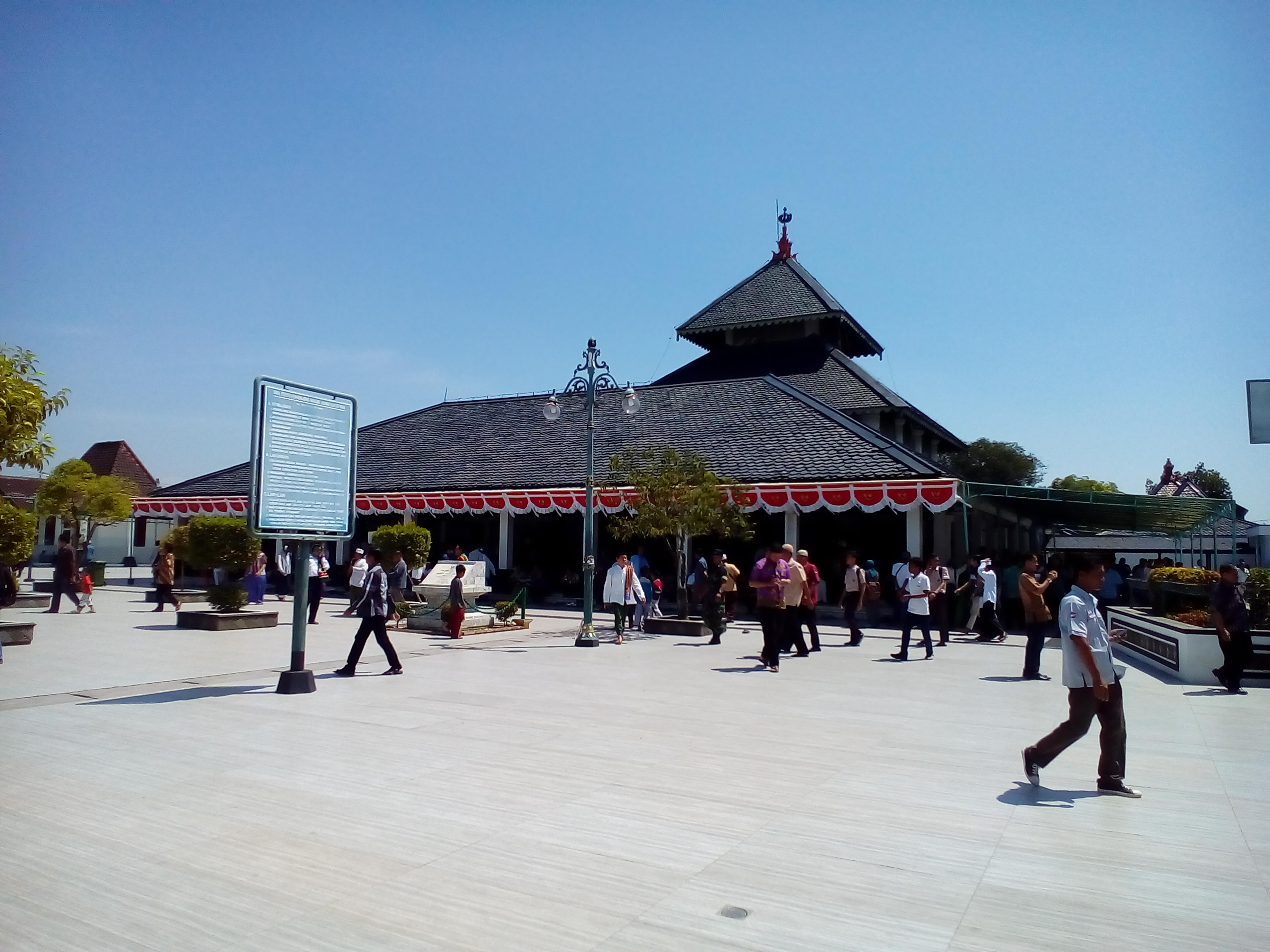
中爪哇省淡目大清真寺（英语：Demak Great Mosque）的階梯式屋頂（2016年）
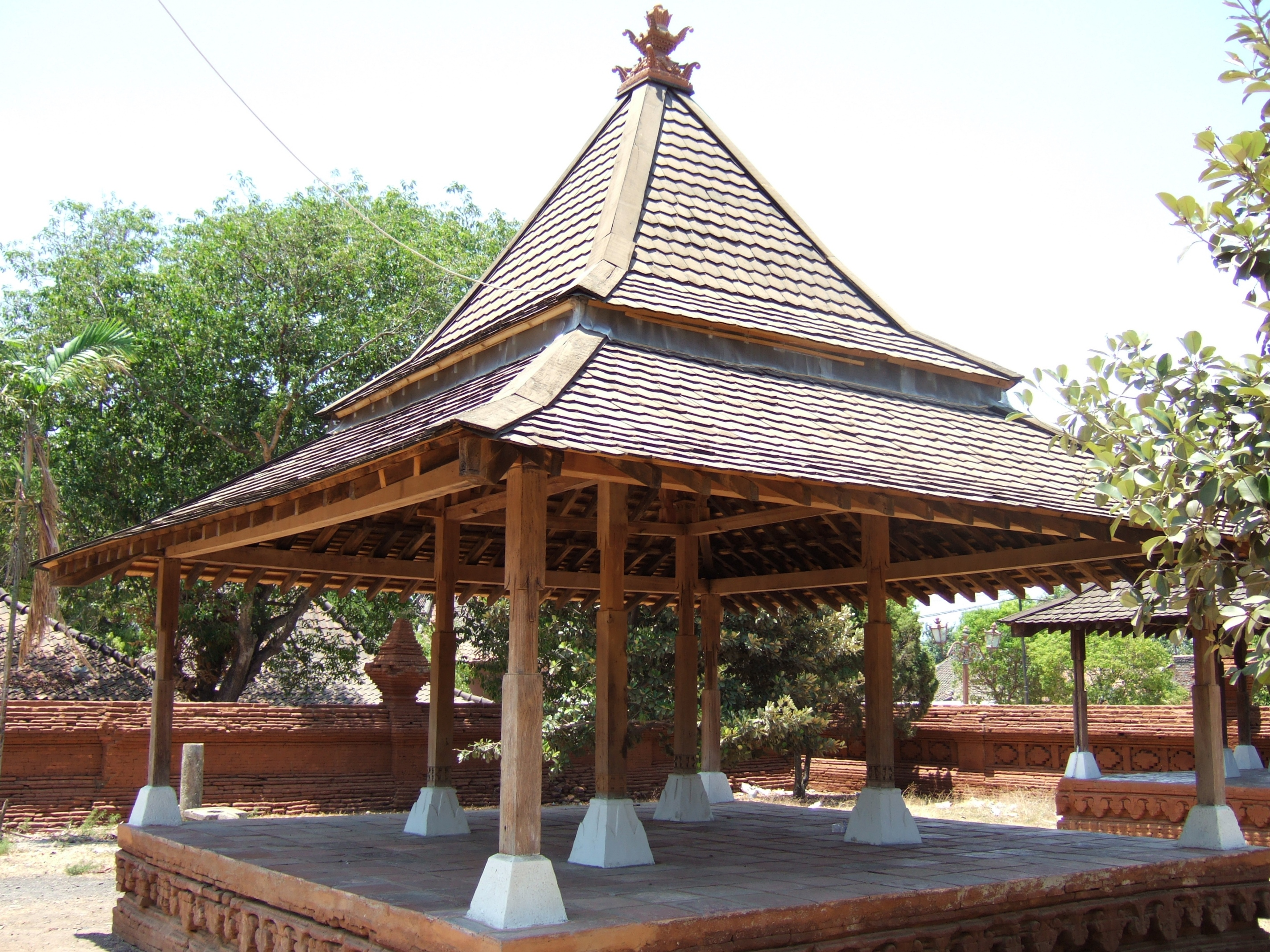
在西爪哇省井里汶蘇丹國王宮中的盤朵陂（英语：pendopo）

具有歷史的爪哇清真寺有其獨特的爪哇風格。這些清真寺都有盤朵陂模式的祈禱大廳。階梯式屋頂取代典型的伊斯蘭教圓頂。這些階梯式屋頂通常使用瓦片覆蓋。
除沒有圓頂之外，傳統的爪哇清真寺也經常未設置宣禮塔。
許多在爪哇島的清真寺和公共建築仍採用早期印度教-佛教的剖開式大門。
採用傳統爪哇式建築的清真寺，一些著名例子有淡目大清真寺、美納拉·庫都斯清真寺和萬丹大清真寺。美納拉·庫都斯清真寺也有特殊之處，是寺內有融入印度教風格的石材建築。

## 姓名
爪哇族通常沒用到家族的姓氏。許多人的名字只有一個字，例如蘇卡諾或蘇哈托。這類名字來自傳統爪哇語，而其中許多是源自梵語。帶有前綴Su- 的名字很常見，這個字代表“好”的意思。伊斯蘭教普遍之後，許多爪哇族開始採用阿拉伯名字，特別是在受到伊斯蘭教影響較大的沿海地區。通常一般百姓會採用只有一字的名字，而貴族階級則採用兩或更多字的名字，但很少有人會用到姓氏。爪哇族受到其他文化的影響，許多人開始使用其他語言（主要是歐洲語言）的名字。信奉基督教者通常會採用拉丁洗禮拉丁語名字，後面加上傳統爪哇名字。
有些人會採用父名。例如蘇哈托總統之後第一位民選總統阿卜杜拉赫曼·瓦希德（Abdurrahman Wahid） 名字中的Wahid來自他父親（Wahid Hasyim，在蘇卡諾總統執政期間擔任過印尼宗教事務部部長 ）。而Wahid Hasyim名字中的Wahid來自他父親（Hasyim Asyari，他是印尼伊斯蘭教士聯合會的創始人）。

## 美食

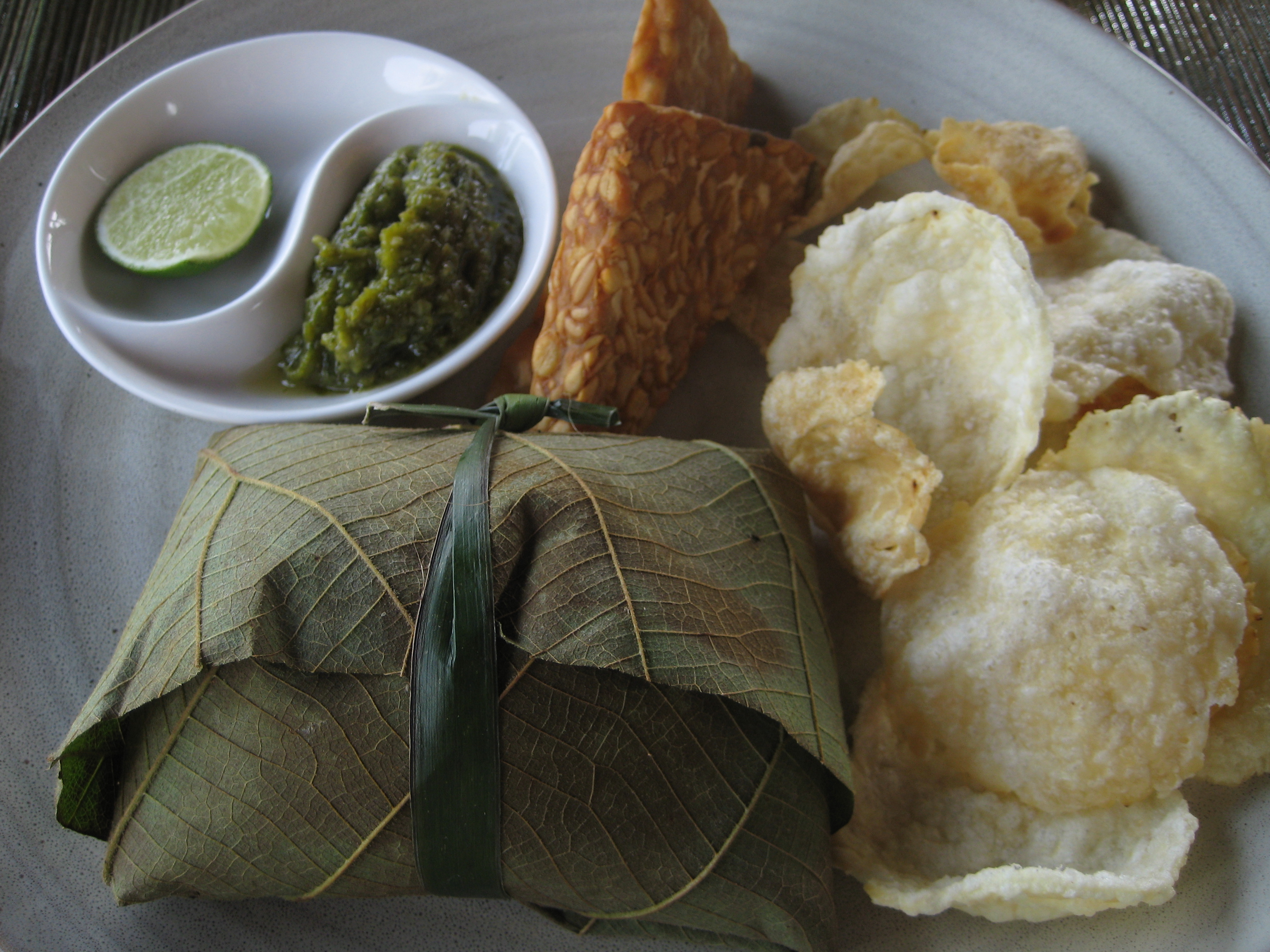
爪哇美食：順時針方向 - 炸天貝、倪藤仔炸片、蝦餅、古德包飯、叄巴醬和萊姆切片。

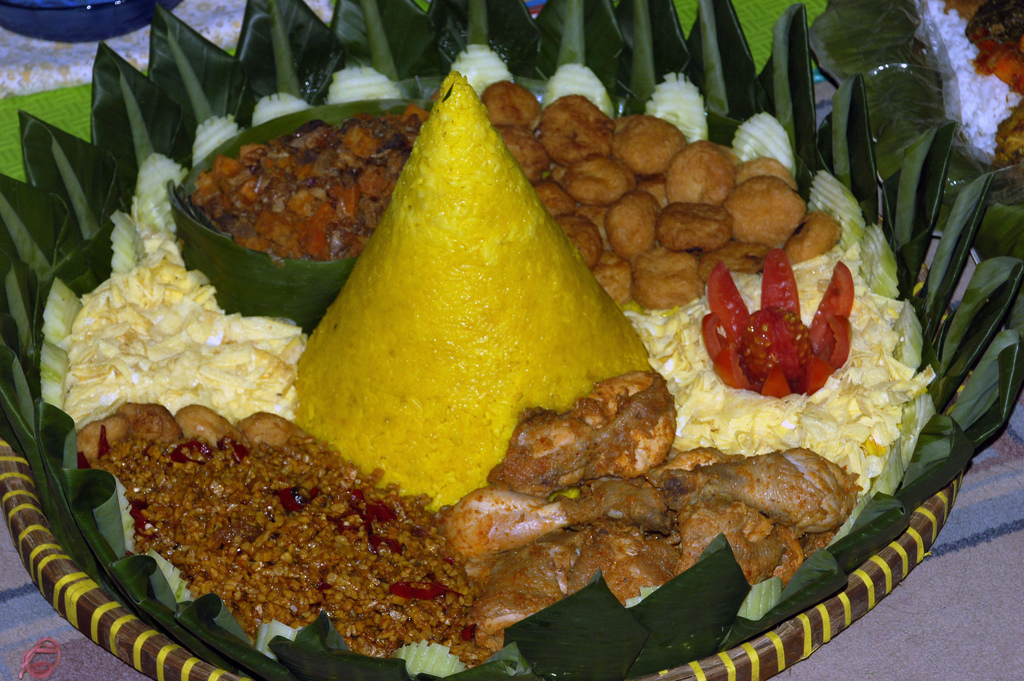
典型的爪哇料理 - 團盆，米飯形塑如火山的形狀。

米是爪哇島的主食，在當地美食和文化中佔有重要地位。在爪哇族心目中，如果過程中沒吃到米飯，就認為不算一餐。
這也是爪哇族與以麵包為主食的外國人（如歐洲人）和以西米為主食的其他島嶼居民（例如摩鹿加群島居民）有所區別的原因之一。米做主食也代表進步與繁榮，而木薯和塊莖與塊根做主食則代表的是貧窮。
爪哇美食因地區而有變化。東爪哇地區的美食偏鹹和辣，而中爪哇地區的美食則偏甜。
著名的美食中有一道名為Rujak Cingur，
料理中有醃製的牛唇和鼻，配以蔬菜、蝦和當地花生醬和辣椒。這道Rujak Cingur被認為是東爪哇省泗水的傳統食物。
古德是日惹特區
和中爪哇省的傳統美食，由尚未成熟的菠蘿蜜（nangka）與棕櫚糖加上椰漿一同熬煮數小時而成。
皮索是一種配以當地花生醬和辣椒的沙拉
。有不同的形式，如：羅惹和加多加多。也可與米飯和蝦、雞蛋和蔬菜搭配，成為Nasi Pecel（皮索飯）。
團盆是種把米飯堆疊呈錐形火山形狀的料理，
通常米飯會用薑黃染成黃色。這道料理是爪哇各種場合，如生日、搬家等所必備。 
傳統上，團盆會與炸雞、煮雞蛋、蔬菜、山羊肉一起擺在名為besek的竹盤上供人取用。
爪哇有種著名的食物 - 天貝，一種把大豆透過黴菌發酵而成的製品。這種食品是爪哇島當地人的主要蛋白質來源，對素食主義者而言是良好的肉類替代品。

## 進一步閱讀

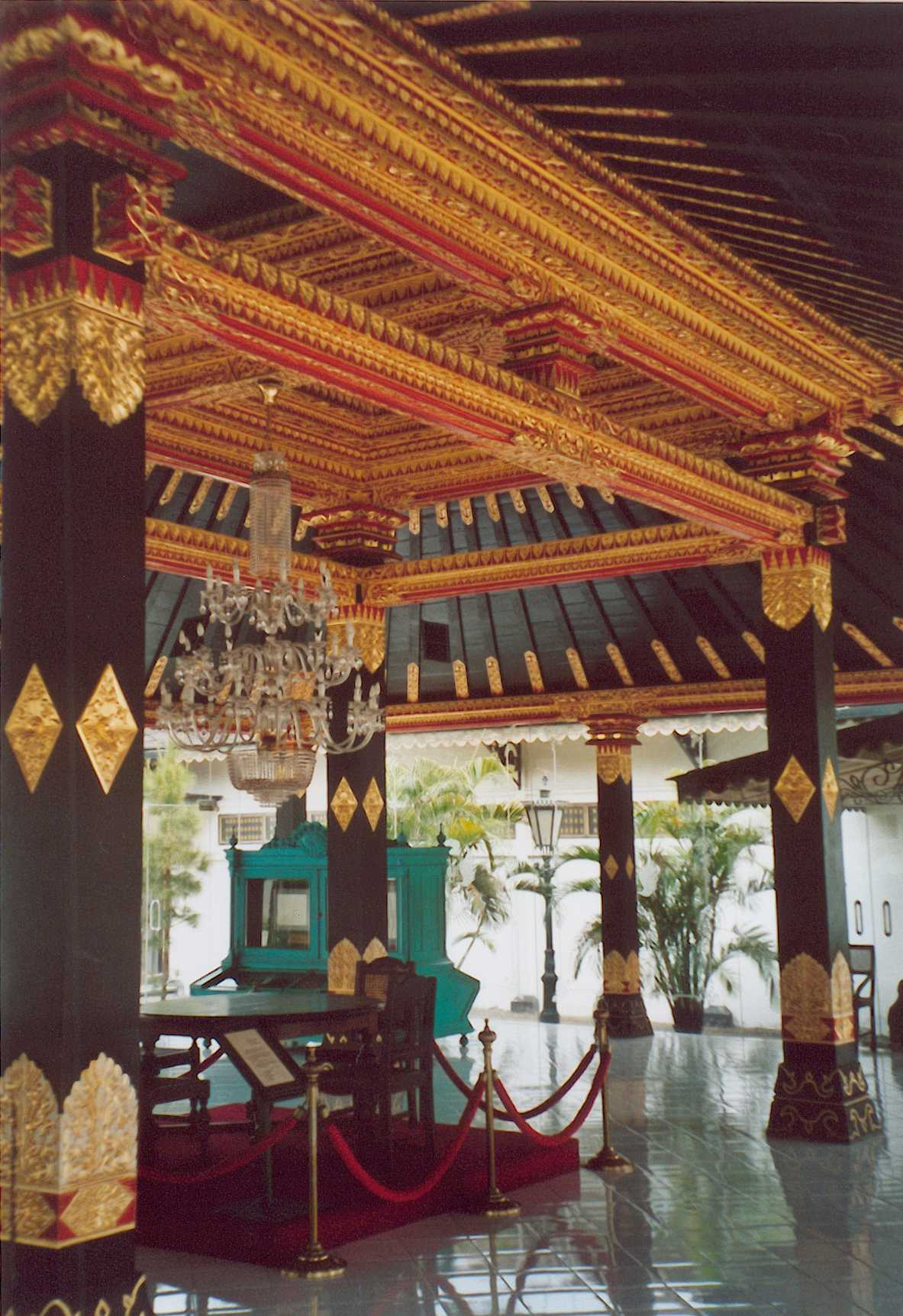
日惹蘇丹國王宮中的主亭樓

- Koentjaraningrat. (1985). Javanese culture. Singapore: Oxford University Press.